# Nazionale maschile di baseball di Panama
La nazionale maschile di baseball panamense rappresenta Panama nelle competizioni internazionali, come il campionato mondiale di baseball organizzato dalla International Baseball Federation. Nel suo palmarès non vanta alcun titolo ma un secondo posto e due terzi posti mondiali. Nella breve storia del baseball olimpico non vanta tuttavia alcuna partecipazione.

## Piazzamenti

### Giochi olimpici
Mai qualificata

### World Baseball Classic
- 2006 : 14°
- 2009 : 15°
- 2013: non qualificata[1]

### Campionato mondiale di baseball
- 1939 : non qualificata
- 1940 : non qualificata
- 1941 : 4°
- 1942 : non qualificata
- 1943 : 4°
- 1944 : 4°
- 1945 : 3°
- 1947 : 6°
- 1948 : 5°
- 1950 : 4°
- 1951 : 7°
- 1952 : 4°
- 1953 : 5°
- 1961 : 4°
- 1965 : 4°

- 1969 : 6°
- 1970 : non qualificata
- 1971 : 5°
- 1972 : 5°
- 1973 : 5°
- 1974 : non qualificata
- 1976 : 9°
- 1978 : non qualificata
- 1980 : non qualificata
- 1982 : 7°
- 1984 : 6°
- 1986 : non qualificata
- 1988 : non qualificata
- 1990 : non qualificata

- 1994 : 5°
- 1998 : 10°
- 2001 : 5°
- 2003 :  2°
- 2005 :  3°
- 2007 : 9°
- 2009 : non qualificata
- 2011 : 8°

### Coppa Intercontinentale
- 1973: non qualificata
- 1975: non qualificata
- 1977: non qualificata
- 1979: 6°
- 1981: 7°
- 1983: non qualificata

- 1985: non qualificata
- 1987: non qualificata
- 1989: non qualificata
- 1991: non qualificata
- 1993: non qualificata
- 1995: non qualificata

- 1997: 5°
- 1999: non qualificata
- 2002: non qualificata
- 2006: non qualificata
- 2010: non qualificata